# Domingo Fernández Medrano
Domingo Fernández Medrano (1901-1978), fue un profesor y  arqueólogo español.
Domingo Fernández Medrano fue pionero de la arqueología española y uno de los principales, junto a José Miguel de Barandiarán, arqueólogos del País Vasco.
Comenzó su labor investigadora en 1933 que desarrolló principalmente en  Álava, Navarra y La Rioja estudiando  yacimientos especialmente de carácter megalítico, poblados, cuevas de habitación, etc. En 1940 lo nombran responsable de la sección de arqueología del Museo Provincial de Álava y en 1966 es nombrado director del del Museo Provincial de Arqueología de Álava. Fue fundador, junto con Vicente Botella, de la institución "Sancho el Sabio" que dirigió hasta 1966.

## Biografía
Domingo Fernández Medrano nació el 12 de mayo de 1901 en la localidad alavesa de Alda, en el Valle de Arana en el País Vasco en España. Estudió en régimen de internado en el colegio de Marista de  Santa María de Vitoria donde recibe las primeras clases de  Ciencias naturales e historia por parte de profesores como Luis Heintz, Pedro Lorentz, Marcelo Alonso, Constantino Díez o Fidel Fuidio. En 1933 acude a un curso impartido por José Miguel de Barandiarán que fue su inicio con la prehistoria y la arqueología.
Comienza a realizar investigaciones y estudios sobre diferentes yacimientos y monumentos prehistóricos hallados en Álava liderando ese campo de estudio hasta el regreso de Barandiarán del exilio en 1953. Realiza diferentes hallazgos y estudios de monumentos y yacimientos prehistóricos por todo el territorio alavés y muy especialmente en la Rioja Alavesa y occidente de la provincia. Destacan entre los yacimientos excavados y estudiados los del poblado de  La Hoya, el dolmen de San Martín, el dolmen del Alto de la Huesera y todos los demás que conforman el "Conjunto de monumentos" de los dólmenes de las tierras bajas del Territorio Histórico de Álava, así como las cuevas de Obekun, Covairada, el dolmen de La Lastra o de Los Andrinales y el dolmen de La Mina.  
En 1940 se miembro del comité que la Diputación Foral de Álava crea para iniciar la creación del Museo generalista de la Casa de Álava que tiene como objetivo la agrupación de las diferentes colecciones particulares arqueológicas dispersa por el territorio alavés. Fernández Medrano  será el responsable catalogación de los fondos y de la publicación de una Guía del Museo Arqueológico de Álava. En 1957 funda, junto con Vicente Botella,  la institución "Sancho el Sabio" que dirige hasta 1966 que es nombrado director del Museo Provincial de Arqueología de Álava hasta su muerte en 1978.
Murió en Vitoria el 15 de noviembre de 1978,